# Hinsberg-Thiophensynthese
Die Hinsberg-Thiophensynthese, auch Hinsberg-Kondensation genannt, ist eine Namensreaktion der organischen Chemie und wurde 1910 von dem deutschen Chemiker Oscar Hinsberg (1857–1939) entdeckt. Dabei handelt es sich um eine Synthesereaktion für substituierte Thiophene.

## Übersichtsreaktion
Bei der Hinsberg-Thiophensynthese werden Diketone mit Thioglutarsäurediestern unter Anwesenheit einer Base umgesetzt.
Die Übersichtsreaktion zeigt die Reaktion unter Verwendung von Diacetyl. Alternativ können weitere Diketone der Form R-C(=O)–C(=O)–R verwendet werden, wobei R ein beliebiger Organylrest ist.
Damit die Reaktion abläuft muss eine starke nicht nukleophile Base, z. B. Kalium-tert-butanolat, verwendet werden.

## Mechanismus
Ein möglicher Mechanismus für die Hinsberg-Thiophensynthese wurde von Zerong Wang im Buch Comprehensive Organic Name Reactions and Reagents formuliert. Dieser verläuft über die Bildung eines Lactons als Zwischenprodukt:
Im ersten Reaktionsschritt wird durch Zugabe einer nicht nukleophilen Base ein CH-acides Wasserstoffatom an einem der beiden α-Kohlenstoffatome abgespalten. Anschließend greift das Carbanion 1 am Carbonylkohlenstoffatom des Diketons an. Durch einen intramolekularen Angriff des Sauerstoffatom an einem Carbonylkohlenstoff wird ein Ringschluss vollzogen. Durch anschließende Abspaltung eines Alkoholats bildet sich das Lacton 2. Das abgespaltene Alkoholat deprotoniert das Lacton und der Ring wird wieder aufgebrochen. Durch die basischen Reaktionsbedingungen wird ein weiteres Proton abgespalten. Ein intramolekularer Angriff auf ein Carbonylkohlenstoff schließt den erneuten Ringschluss ab. Wird Ethanol zugesetzt bildet sich unter Wasserabspaltung und Rearomatisierung das Carboxylat 3. Durch Protonierung entsteht das Endprodukt, ein substituiertes Thiophen.

## Anwendung
Die Reaktion findet Anwendung bei der Synthese von verschiedenen Thiophenderivaten. Jedoch lassen sich auch weitere Derivate verschiedener Heteroaromaten synthetisieren.
Beispielsweise Derivate des Furans, Pyrrols oder des Selenophens.